# Vaillantella euepiptera
Vaillantella euepiptera es una especie de peces de la familia Balitoridae en el orden de los Cypriniformes.

## Morfología
• Los machos pueden llegar alcanzar los 12 cm de longitud total.
- Número de  vértebras: 52.[1][2]

## Distribución geográfica
Se encuentran en Asia: Borneo y Malasia.

## Hábitat
Es un pez de agua dulce y de clima tropical.